# Wilfrid Lawson
Wilfrid Lawson (parfois crédité Wilfred Lawson) est un acteur anglais, de son nom complet Wilfred Lawson Worsnop, né à Bradford (Angleterre, Royaume-Uni) le 14 janvier 1900, mort d'une crise cardiaque à Londres (Angleterre, Royaume-Uni) le 10 octobre 1966.

## Biographie
Wilfrid (Wilfred) Lawson débute au théâtre en Angleterre, dans les années 1920, et sera très actif en ce domaine au long de sa carrière. Notamment, il joue dans des pièces de George Bernard Shaw (dont Pygmalion) et William Shakespeare.
Au cinéma, il participe à cinquante films, de 1931 à 1967, majoritairement britanniques (son dernier, La Reine des Vikings, sort l'année suivant sa mort). Un de ses films les plus connus est Pygmalion, adaptation en 1938 de la pièce de Shaw, où il interprète Alfred Doolittle, aux côtés de Wendy Hiller (sa fille Eliza) et de Leslie Howard (Henry Higgins). Entre 1936 et 1940, il contribue aussi à quatre films américains, dont Le Premier Rebelle en 1939 et Les Hommes de la mer en 1940, tous deux avec John Wayne, avant un dernier film américain en 1956, Guerre et Paix (rôle du Prince Bolkonski, père d’Andreï, personnifié par Mel Ferrer).
Lors de ses passages aux États-Unis, dans la seconde moitié des années 1930, Wilfrid Lawson joue également au théâtre à Broadway (New York), dans quatre pièces.
Enfin, à la télévision, il collabore à quatorze séries (dont plusieurs consacrées au théâtre), de 1956 à 1966.

## Théâtre

### En Angleterre (liste partielle)
- 1928-1929 : Pygmalion, Getting Married, La Commandante Barbara (Major Barbara) et Mrs. Warren's Profession de George Bernard Shaw (saison au Prince's Theatre, Bristol)
- 1934-1935 : Antoine et Cléopâtre (Antony and Cleopatra) de William Shakespeare, avec Maurice Evans, Leo Genn (saison à l'Old Vic, Londres)
- 1937 : I have been here before de John Boynton Priestley (Royalty's Theatre, Londres)
- 1953 : Le Père (The Father) d'August Strindberg (Arts Theatre Club, Londres)
- 1956 : The Rainmaker de Richard Nash, avec Geraldine Page, Sam Wanamaker (St Martin's Theatre, Londres)
- 1962 : Les Bas-fonds (The Lower Depths) de Maxime Gorki, avec Julian Glover (Arts Theatre Club, Londres)
- 1962-1963 : Peer Gynt d'Henrik Ibsen, adaptation de Michael Meyer ; Le Marchand de Venise (Merchant of Venice) et Othello ou le Maure de Venise (Othello, the Moor of Venice) de William Shakespeare ; L'Alchimiste (The Alchemist) de Ben Jonson (saison à l'Old Vic, Londres, avec Leo McKern, Esmond Knight, Adrienne Corri, Catherine Lacey, Vernon Dobtcheff, Lee Montague)

### À Broadway
- 1935-1936 : Libel d'Edward Wooll, mise en scène d'Otto Preminger, avec Colin Clive
- 1936-1937 : Prelude to Exile de William J. McNally, avec Leo G. Carroll, Eva Le Gallienne, Lucile Watson
- 1937 : A Point of Honor de Jo Eisinger et Stephen Van Gluck, avec Lloyd Gough
- 1938 : I have been here before de John Boynton Priestley, mise en scène de Lewis Allen, avec Eric Portman

## Filmographie partielle

### Au cinéma (films britanniques, sauf mention contraire)
- 1933 : Strike It Rich de Leslie S. Hiscott
- 1936 : Quatre Femmes à la recherche du bonheur (Ladies in Love) d'Edward H. Griffith (film américain)
- 1936 : White Hunter d'Irving Cummings (film américain)
- 1937 : The Man who made Diamonds de Ralph Ince
- 1938 : Week-end (Bank Holliday) de Carol Reed
- 1938 : Pygmalion d'Anthony Asquith et Leslie Howard
- 1938 : Yellow Sands d'Herbert Brenon
- 1939 : Le Premier Rebelle (Allegheny Uprising) de William A. Seiter (film américain)
- 1939 : La Vie d'un autre (Stolen Life) de Paul Czinner
- 1940 : Sublime sacrifice (Pastor Hall) de Roy Boulting
- 1940 : Les Hommes de la mer (The Long Voyage Home) de John Ford (film américain)
- 1941 : Laquelle des trois ? (The Farmer's Wife) de Leslie Arliss et Norman Lee
- 1942 : La nuit a des yeux (The Night has Eyes) de Leslie Arliss
- 1944 : L'Homme fatal (Fanny by Gaslight) d'Anthony Asquith
- 1955 : An Alligator Named Daisy de J. Lee Thompson
- 1955 : L'Emprisonné (The Prisoner) de Peter Glenville
- 1956 : Guerre et Paix (War and Peace) de King Vidor (film américain)
- 1956 : C'est formidable d'être jeune (Now and Forever) de Mario Zampi
- 1957 : La Vérité presque nue (The Naked Truth) de Mario Zampi
- 1957 : Train d'enfer (Hell Drivers) de Cy Endfield
- 1959 : Les Chemins de la haute ville (Room at the Top) de Jack Clayton
- 1961 : La Lame nue (The Nacked Edge) de Michael Anderson
- 1963 : Tom Jones de Tony Richardson
- 1966 : Un mort en pleine forme (The Wrong Box) de Bryan Forbes
- 1967 : La Reine des Vikings (The Viking Queen) de Don Chaffey

### À la télévision
- 1966 : Destination Danger (Danger Man), Saison 3, épisode 23 Les Pirates (Not So Jolly Roger) de Don Chaffey